# Gnetum globosum
Gnetum globosum är en kärlväxtart som beskrevs av Markgr. Gnetum globosum ingår i släktet Gnetum och familjen Gnetaceae. Inga underarter finns listade i Catalogue of Life.